# Akinator
Akinator, il Genio del Web è un videogioco presente su Internet, basato sul problema di intelligenza artificiale noto come 20q, nel quale l'applicazione tenta di indovinare a quale personaggio stia pensando il giocatore, attraverso una serie di domande poste da un'intelligenza artificiale.

## Sviluppo
L'applicazione fu creata da tre francesi nel 2007, e diventò popolare nel novembre del 2008. Ottenne la consacrazione in Europa nel 2009 e in Giappone nel 2010 grazie al lancio della versione su dispositivi mobili effettuata da Scimob, divenendo una delle applicazioni più scaricate sull'App Store.
Nel 2012 diventò una delle applicazioni più popolari su smartphone e tablet di piattaforme Android, IOS, BlackBerry e Windows Phone. In seguito fu realizzata una versione gratuita su Internet per PC con un database più ampio in quanto costantemente collegato a Internet, comprendente anche i personaggi più sconosciuti come amici e parenti.

## Storia
Secondo la storia di fantasia dell'app, Akinator è un genio della lampada del lontano Oriente, trovato per caso nel deserto da due viaggiatori francesi, Arnaud e Jeff (gli sviluppatori del gioco). Il genio ha la capacità di indovinare ogni personaggio pensato dai due, reale o di fantasia, conosciuto o sconosciuto, in qualsiasi lingua del mondo. Il genio ama tanto giocare e non si stanca mai; i due viaggiatori allora, non potendosene liberare, decisero di creare il sito web in questione soddisfacendo così il genio e creando al contempo un divertente passatempo.

## Funzionamento
Akinator si appoggia su un motore chiamato "Limule", il quale è scritto in C++; il sito funziona in PHP. Il suo database contiene circa 100 000 personaggi. Se alla fine della partita Akinator non trova il personaggio, il giocatore ha la possibilità di aggiungere il nome e la foto manualmente, arricchendo così il database dell'applicazione. Esso impara dalle partite precedenti e dalle partite dell'utente, effettuando domande sempre più mirate e che gli consentano di rispondere con maggiore velocità.